# Otto Münther

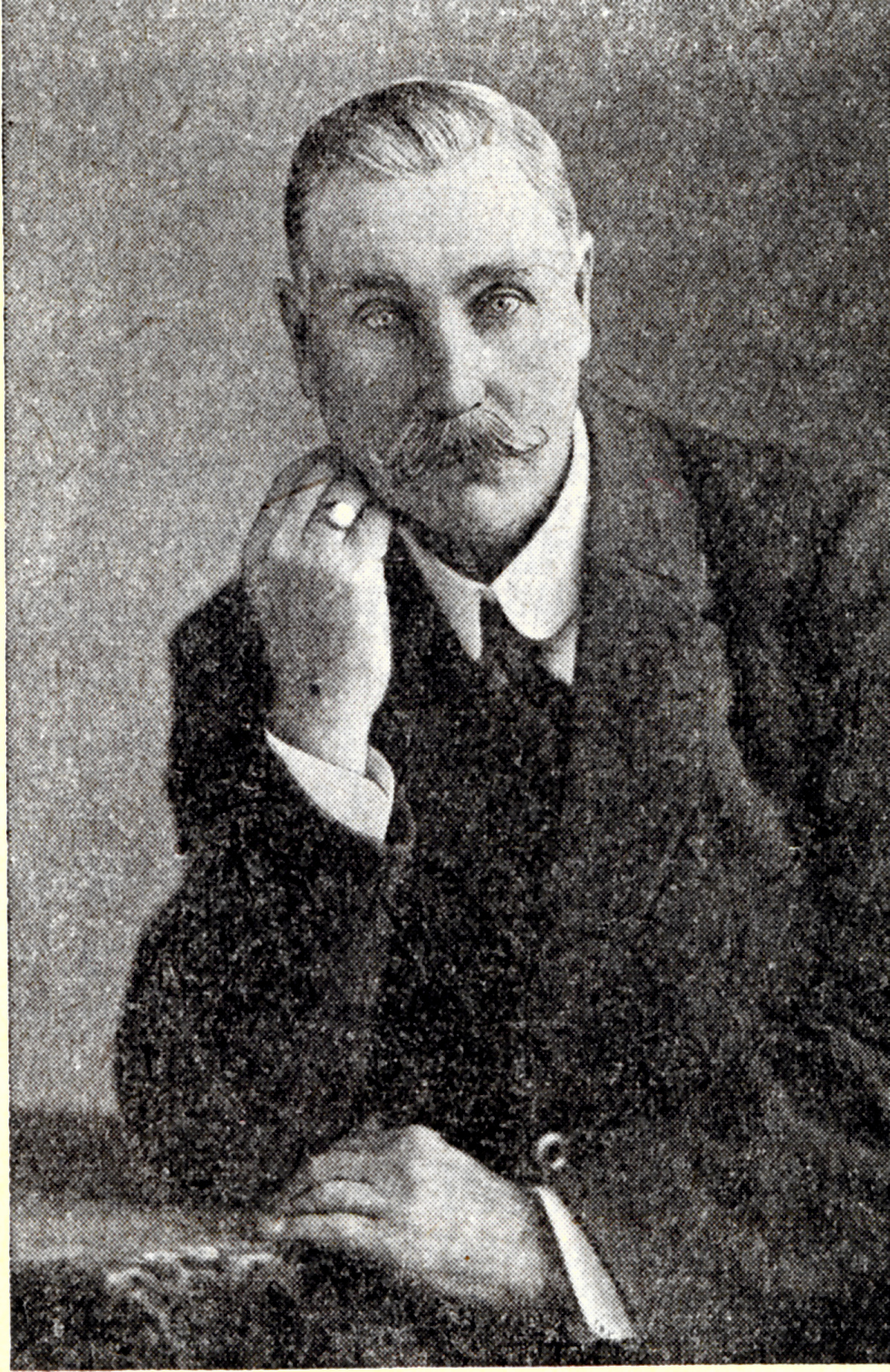
Otto Münther

Otto Münther (* 25. Julijul. / 6. August 1864greg. in Kuksema, Kreis Järva; † 19. Februar 1929 in Alupere, Tamsalu) war ein estnischer Schriftsteller und Kritiker.

## Leben
Münther absolvierte 1881 die Kirchspielschule in Ambla und schlug sich von 1884 bis 1889 als Gelegenheitsarbeiter durch und reiste u. a. auf der Krim. Von 1889 bis 1894 besuchte er das Hugo-Treffner-Gymnasium in Tartu, um danach zum Studium nach Deutschland zu gehen. Er lernte am Landwirtschaftlichen Institut in Berlin und an der Forstakademie in Eberswalde, die er 1897 mit dem Kandidatengrad abschloss.
Von 1898 bis 1900 war Münther Lehrer am Hugo-Treffner-Gymnasium, danach von 1901 bis 1905 Redakteur beim Teataja in Tallinn. Als die Zeitung infolge der Revolution von 1905 geschlossen wurde, zog auch Münther vor, das Land zu verlassen, da er Repressalien fürchtete. Von 1906 bis 1910 war in Samara an einer Landwirtschaftsschule, danach in Astrachan und sieben Jahre in Uman, in der Ukraine. Nach der Februarrevolution 1917 kehre er nach Estland zurück. Im unabhängigen Estland war Münther dann im Schuldienst in Rakvere und Kõljala auf Saaremaa. 1925 wurde er pensioniert.

## Literarisches Werk
Münther debütierte Ende des 19. Jahrhunderts mit Reisebeschreibungen, die er von seinen Wanderungen auf der Krim an estnische Zeitungen schickte. Seine einzige Novellensammlung (1906) enthält kritisch-realistische Lebensbilder aus dem Alltag. Da Münther in politischer Hinsicht von der Sozialdemokratie und dem Marxismus beeinflusst war, konnte die stalinistische Literaturkritik ihn später als einen „Vorläufer der proletarischen Literatur“ und „Pionier der sozialistischen Kunst“ bezeichnen.
Hauptsächlich konzentrierte Münther sich jedoch auf Literaturkritiken und beschäftigte sich mit der westeuropäischen und der russischen Literatur. Hierin zeigte sich u. a. der Einfluss der literaturhistorischen Arbeiten von Georg Brandes. Andererseits trat er auch als heftiger Kritiker von Noor-Eesti in Erscheinung.

## Bibliografie
- Sulejoonistused ('Federzeichnungen'). Tartu: K. Sööt 1906. 150 S.